# Lagerstroemia
Lagerstroemia es un género con 100 especies de plantas de flores de la familia Lythraceae. Son árboles y arbustos que se encuentran en las zonas tropicales de Asia. 

## Descripción
Son a menudo árboles grandes con la corteza lisa, cuya madera se utiliza por su dureza y flexibilidad . Tienen las ramas tetragonales, con las hojas opuestas o alternas en la parte superior. Son de color púrpura o con flores blancas.

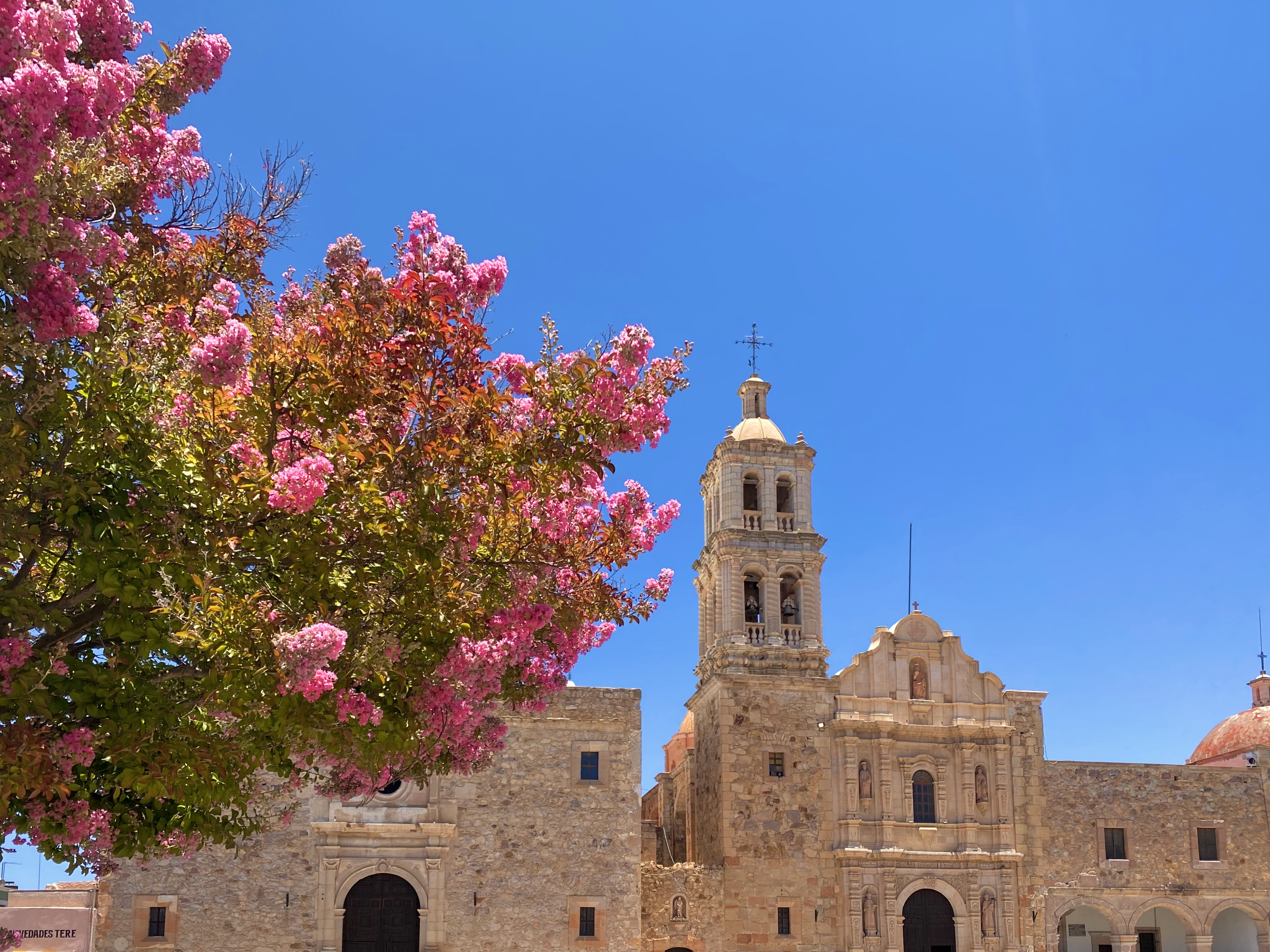
Árbol de Lagerstroemia en Sombrerete, México durante verano
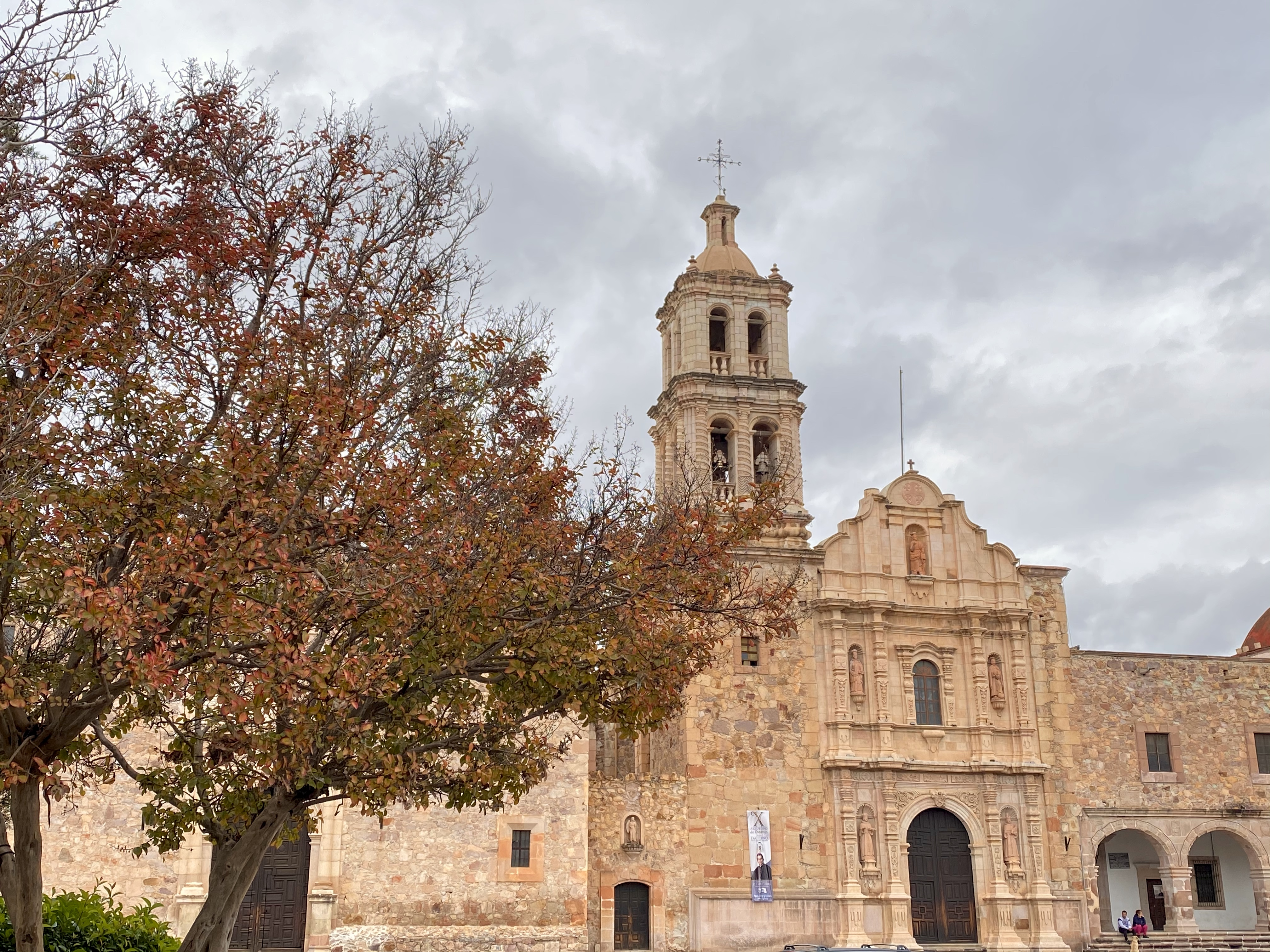
Mismo árbol durante el otoño
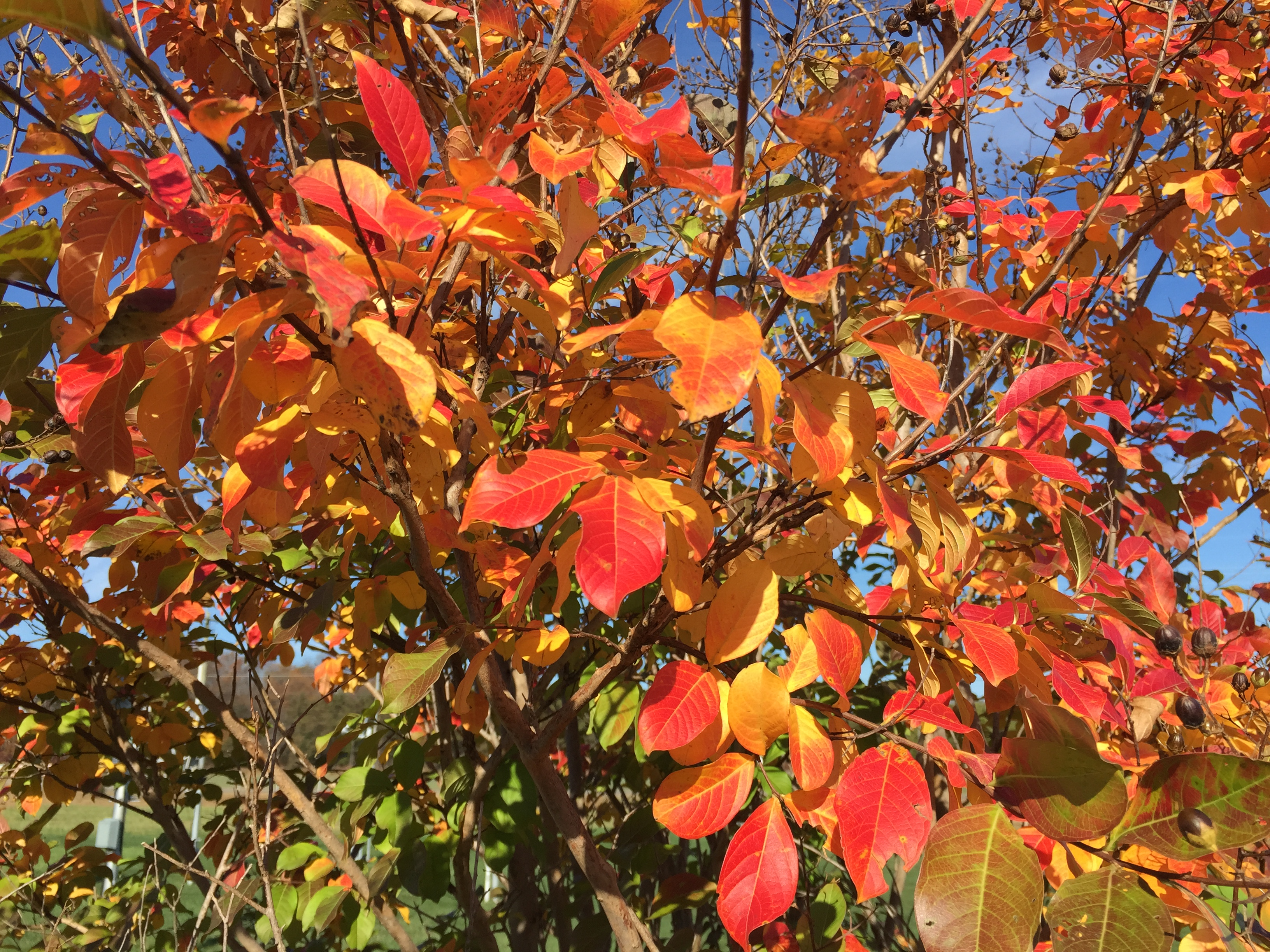
Follaje de otoño

## Especies seleccionadas
| - Lagerstroemia anisoptera - Lagerstroemia balansae - Lagerstroemia calyculata - Lagerstroemia caudata - Lagerstroemia cristata - Lagerstroemia excelsa - Lagerstroemia fauriei - Lagerstroemia floribunda - Lagerstroemia fordii - Lagerstroemia glabra - Lagerstroemia guilinensis - Lagerstroemia indica - Lagerstroemia intermedia | - Lagerstroemia langkawiensis - Lagerstroemia loudonii - Lagerstroemia micrantha - Lagerstroemia minuticarpa - Lagerstoemia parviflora - Lagerstroemia siamica - Lagerstroemia speciosa - Lagerstroemia stenopetala - Lagerstroemia subcostata - Lagerstroemia subsessilifolia - Lagerstroemia tomentosa - Lagerstroemia venusta - Lagerstroemia villosa |

## Sinonimia
- Orias

- Datos: Q775229
- Multimedia: Lagerstroemia / Q775229
- Especies: Lagerstroemia